# Sandra Torres
Sandra Julieta Torres Casanova (Melchor de Mencos, Petén, 5 de octubre de 1955) es una política y empresaria guatemalteca. Fue primera dama de Guatemala (2008-2011) por su matrimonio con Álvaro Colom, quien gobernó Guatemala y ha sido candidata a la presidencia de Guatemala en 2015, 2019 y 2023 habiendo perdido las tres veces en segunda vuelta. Ha sido secretaria general de la Unidad Nacional de la Esperanza (UNE) en los periodos 2012-2019 y a partir de 2021. Habla español e inglés y es católica.
Como primera dama de Guatemala, impulsó programas sociales junto a su esposo, siendo estos cuestionados porque, consideran algunos, hubo extralimitación de funciones y fueron utilizados para promover su imagen que llevó a divorciarse para buscar la presidencia desde 2011,siendo en el año 2023 su tercera derrota en las contiendas electorales.

## Biografía
Hija de Enrique Torres y Teresa Casanova de Torres (quien fuera alcaldesa de Melchor de Mencos en 1996 y 2008), nació el 5 de octubre de 1955 en el municipio de Melchor de Mencos del departamento de Petén.
Creció en un hogar de familia numerosa. A sus cuatro años, estudió en Escuela Pública en Melchor de Mencos y posteriormente se mudó a San Ignacio, Belice. Ahí continuó su educación media. En la adolescencia trabajó como profesora de inglés en colegios privados y de secretaria bilingüe, para financiar su formación profesional. Ingresó en la universidad para estudiar Ciencias de la Comunicación.
Ha recibido formación en el Estado, fundamentalmente del Estado guatemalteco, con énfasis en políticas sociales. El 20 de febrero de 2003 contrajo segundas nupcias con el ingeniero industrial y político Álvaro Colom Caballeros quién fue presidente de Guatemala (2008-2012), a quien conoció en la arena política siendo dirigente partidaria.

### Vida profesional
Es licenciada en Ciencias de la Comunicación por la Universidad de San Carlos de Guatemala con una maestría en Políticas Públicas por la Universidad Rafael Landívar. Ha estudiado diversos programas de maestría y especializaciones universitarias en Ciencias Sociales, Política Internacional, manejo interinstitucional del Estado, Toma de Decisiones Bajo Incertidumbre, Gestión de Proyectos de Riesgo, Estructura Social y del Estado, Manejo de Recursos, Administración de Empresas y Organizaciones Parlamentarias. En su carrera profesional previo a la política se ha desarrollado como inversionista, ejecutiva y empresaria, teniendo bajo su responsabilidad emprendimientos dedicados a la producción de textiles y la gerencia general de varias empresas maquiladoras e industriales.

## Trayectoria política
La vida política de Sandra inició en el año 2003, como fundadora de la Unidad Nacional de la Esperanza, UNE, partido político que llevó a la presidencia a su entonces pareja matrimonial Álvaro Colom Caballeros en el año 2007 cuando ganó la contienda electoral.
Fue primera dama durante el período 2008 al 2011, rol que desempeñó activamente apoyando el espacio de coordinación interinstitucional Cohesión Social, en el cual se emprendieron programas sociales. Los programas que se impulsaron desde la instancia interinstitucional de Cohesión Social, fueron:
- Mi Familia Progresa, el primer Programa de Transferencias Monetarias Condicionadas en el país.
- Comedores Solidarios
- Bolsa de Alimentos

- Bolsa Solidaria
- Becas Solidarias
- Mi Comunidad Produce
- Escuelas Abiertas
- Escuelas Seguras
- El Programa Nacional de Música para niñez y juventud “Todos Listos Ya”

- Barrios  Seguros[19]

Los programas impulsados por Sandra, contaron con bases técnicas, tal es el caso del establecimiento del Registro Único de Beneficiarios —RUB—, fue la base de un sistema de protección social sin duplicidad de esfuerzos, en concordancia con demandas sociales de la población, en el cual se aglutinaron los programas sociales.

### Candidaturas presidenciales
El 8 de abril de 2011 Sandra mostró su aspiración de participar en las elecciones presidenciales de septiembre de 2011, pero esto no le fue posible, ya que la Constitución de Guatemala, en la literal c) de su artículo 186, prohíbe a los familiares y parientes del presidente y del vicepresidente de turno, que puedan postular sus candidaturas a la presidencia.
Los sectores opuestos a la candidatura de Torres presentaron diferentes recursos de amparo contra el divorcio ante las cortes de justicia. Estos recursos fueron rechazados y el divorcio fue ratificado por la Corte de Constitucionalidad de Guatemala debido a que es un derecho individual que las personas puedan optar al divorcio y nadie debería interferir en eso.
Sin embargo, el 29 de junio de 2011 el Tribunal Supremo Electoral (TSE) declaró no aceptar la inscripción de la candidatura de Sandra Torres, argumentando que el artículo 186 de la Constitución, que dicta: «Incertidumbre para inscribir a candidatos presidenciales». La Agencia Guatemalteca de Noticias (AGN) informó, que mientras seguían los recursos procesales, continuaba la incertidumbre sobre la participación de Sandra Torres en las elecciones presidenciales de septiembre de 2011, siendo estos recursos de apelaciones ante la Corte Suprema de Justicia y la Corte de Constitucionalidad. El 8 de agosto de 2011, Sandra Torres quedó oficialmente fuera de la contienda electoral y no fue inscrita según la resolución de la Corte de Constitucionalidad de Guatemala que rechazó otorgarle una apelación y argumentó que lo sucedido se trataba de un «fraude de ley» al haber intentado evadir la prohibición constitucional.
En las elecciones presidenciales del 6 de septiembre de 2015, Sandra Torres volvió a lograr su participación habiendo obtenido el segundo lugar, logrando así el pase a la segunda ronda electoral presidencial en Guatemala, en la cual fue derrotada por Jimmy Morales.
En las elecciones generales de Guatemala de 2019 vuelve a participar en la contienda presidencial y consiguió el primer lugar preliminarmente en la primera ronda de las elecciones generales de Guatemala de 2019. Fue derrotada en su aspiración a la presidencia en la segunda vuelta presidencial por el médico Alejandro Giammattei.
Fue candidata para las elecciones generales de Guatemala de 2023. En la primera vuelta obtuvo el primer lugar con el 21.10% de los votos pero fue derrotada, con el 31.10% de votos, en la segunda vuelta por Bernardo Arévalo. Durante la campaña cambió radicalmente sus posiciones políticas, aparentemente abandonó la socialdemocracia y se redefinió a ella misma y al partido como de «centro» además adoptó discursos conservadores para atraer a ese sector de la población en la segunda vuelta junto al pastor Romeo Guerra como compañero de fórmula, en entrevistas aseguró que su ideología era Guatemala. Luego de la primera vuelta, ante la sorpresa de Arévalo al pasar a segunda vuelta, adoptó un discurso que cuestionaba la credibilidad de las elecciones incluso un día antes de la segunda vuelta solicitó un recurso legal ante la CSJ para asegurarse de que el TSE no cometiera «ilegalidades», ante la victoria contundente de Arévalo no aceptó los resultados y optó por cuestionarlos señalando una serie de irregularidades inexistentes y aclaradas por el tribunal electoral. El día que el Tribunal Supremo Electoral oficializó los resultados y declaró a las autoridades electas el partido que dirige calificó la resolución de «ilegal».

### Secretaria general
Torres ha sido miembro de la Unidad Nacional de la Esperanza desde su fundación en 2002 y ha jugado un papel preponderante dentro de este desde entonces. En 2012 fue elegida por primera vez como secretaria general del partido y en las siguientes asambleas generales fue reelecta en la misma posición eso permitió que durante esos años su figura se confirmara realmente como líder indiscutible de la organización política. Fue hasta el año 2019 cuando tuvo que dejar de forma prolongada su función luego de haber sido arrestada e iniciado un proceso legal en su contra por financiación no registrada del partido. En octubre de 2019 el Comité Ejecutivo del partido designó a Oscar Argueta Mayén como secretario general para que Torres atendiera su proceso penal, sin embargo esto provocó una pugna entre ambos personajes debido a que Torres intentó en 2020 regresar como secretaria general pero los miembros del partido ya no la aceptaron por llevar aún el proceso penal, eso llevó a que después de varios recursos judiciales Torres recuperara «milagrosamente» el control de su partido en octubre de 2021, pues ella ya había sido expulsada de este meses antes. A partir de allí el partido sufrió un cisma y varios integrantes de la dirección nacional se retiraron de la agrupación y fundaron otra: el partido Voluntad, Oportunidad y Solidaridad.

### Detención
El 2 de septiembre de 2019, fue detenida en su domicilio acusada de violar las normas de financiación de campaña. Sin embargo, en 2022, el caso fue desestimado por un juez.